# 案山北極殿
案山北極殿，或作大案山北極殿，台灣澎湖縣馬公市廟宇，案山里公廟，主祀玄天上帝，隸屬東西澳角頭廟。法師流派為「普庵派」之「玉皇勅旨勅令支派」。:60–62

## 沿革
案山位在媽宮內灣，距離媽宮港東南四里處，為一半島地形，在清領時期作「案山社」，突出海面一帶平巒狀若茶几桌案，故得名「案山」，其西側另有一小島，退潮後可涉水而至，即「小案山社」，案山社因與小案山社相對之故，又被稱作「大案山」，屬「東西澳」管轄。小案山社在日治時期被改名作「測天島」，並闢建一條長約300公尺、寛100公尺的土堤和大案山連結。
大正八年（1919年），日本海軍填海造港，為擴建馬公要港部，徵收測天島為軍事基地，原小案山居民被強制遷至案山社區域，案山社被改為「大案山」，二戰後又改作「案山里」，沿用迄今。
案山北極殿創建年份不詳，相傳於乾隆初年間便已立廟，其立廟地點原在案山半島臨南海岸處（今馬公後勤支援指揮部東半部），但因日本海軍徵收部分大案山和測天島為軍港，北極殿遂於大正八年（1919年）遷建至今址，且成立一鸞堂，即「至善社學禮堂」。
二戰後，案山北極殿於民國53年（1964年）重建，並於民國73年（1984年）整修；民國93年（2004年），案山北極殿拆除重建，委由呂漢崗建築師設計、圓馥營造有限公司承造，總計耗資新台幣6159.7萬元整，於民國95年（2006年）農曆九月八日入火安座。

## 鸞堂

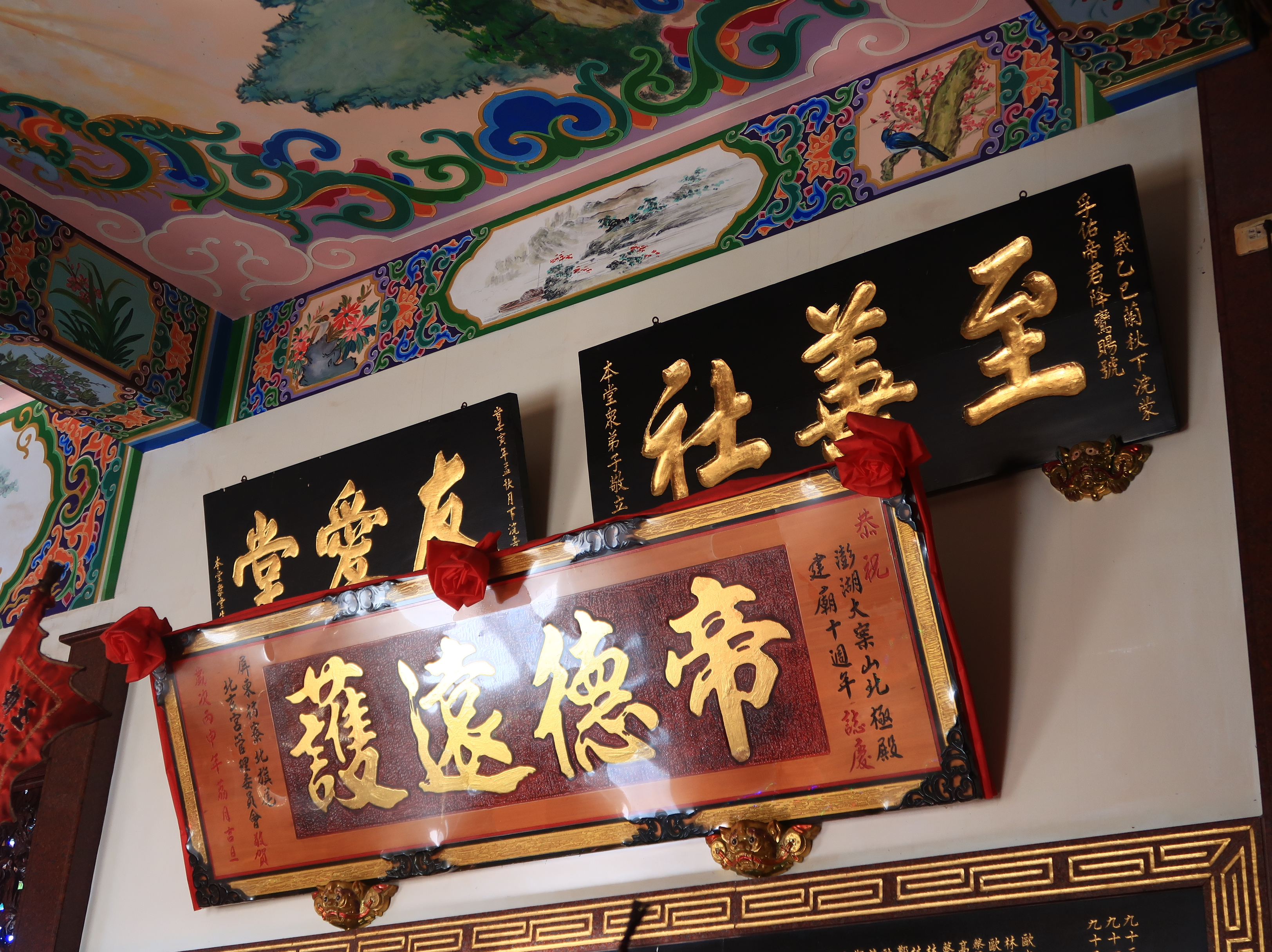
鸞堂（善堂）匾額。

案山鸞堂「至善社學禮堂」成立於大正十年（1921年），此前曾先於大正八年（1919年）著造過善書《化蘭轉新》，大正11年（1922年）付梓《救世靈丹》、昭和六年（1931年）又出《奇文寶鑑》。戰後，案山里聚落分裂成南北派，學禮堂的北派成員出走，另於民宅成立「友愛堂」，持「至善社友愛堂」名號與「至善社學禮堂」分庭抗禮，爾後南派的「學禮堂」成員日益年老，而「友愛堂」則持續有新血，鸞務蒸蒸日上。民國69年（1980年），案山北極殿的玄天上帝降乩諭示兩堂應合併共處，為免造成聚落分裂，遂在幾經協調斡旋之下，「學禮堂」成員總算同意併入「友愛堂」，而「友愛堂」則得以轉移至北極殿內扶鸞濟世。截至民國93年（2004年）為止，兩堂著作善書總計達20部之多。

## 分火
民國49年（1960年），案山旅高雄的鄉親商議延請案山北極殿真武三帝、康府千歲金身來台灣供奉，原在民宅奉祀，後集資購地，於民國52年（1963年）建廟，即「高案北極殿」。高案北極殿又於民國69年（1980年）增建、民國71年（1982年）竣工，廟址：高雄市鹽埕區大智路31號。

## 圖輯

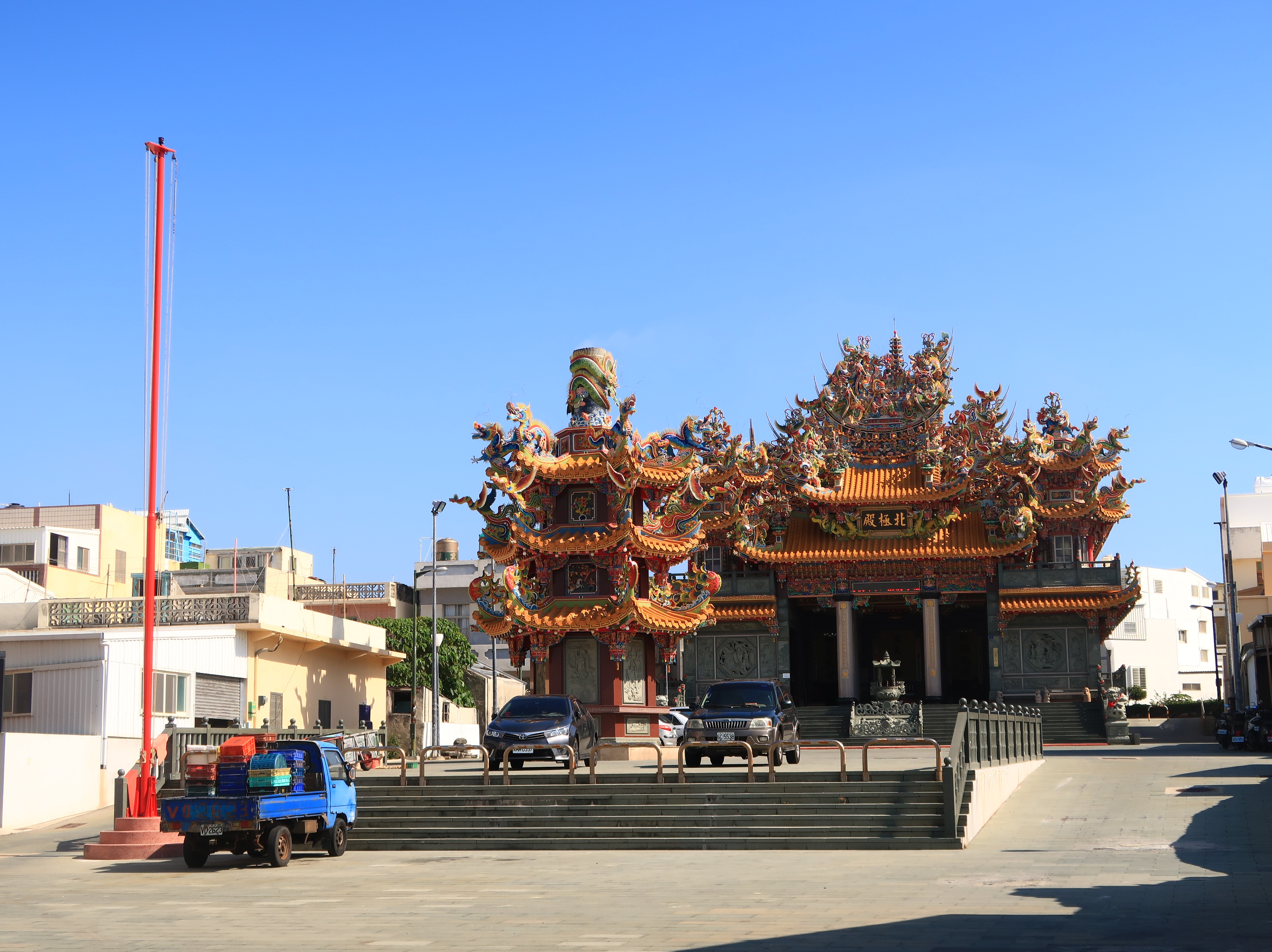
旗桿、廟前廣場
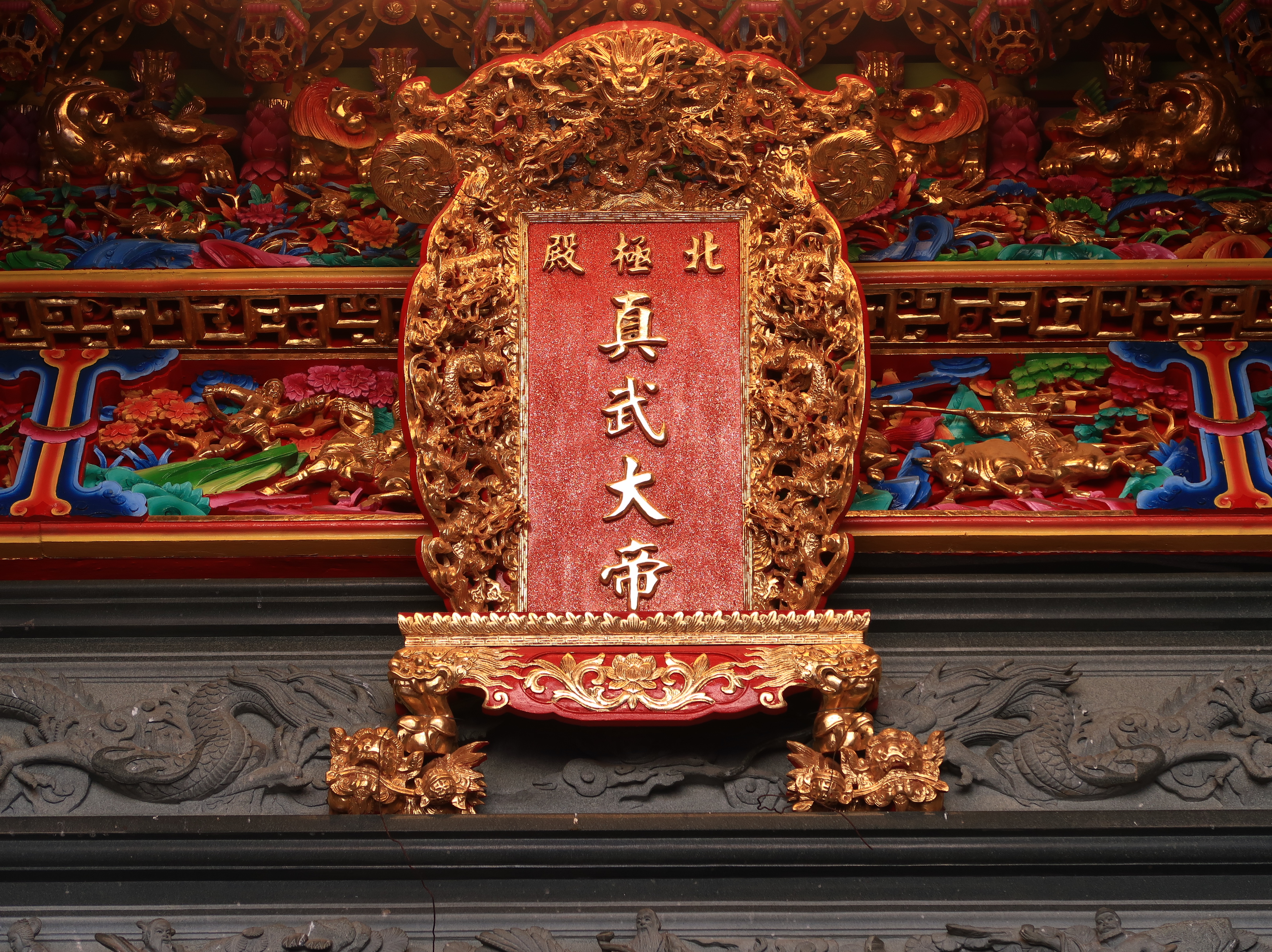
聖旨牌
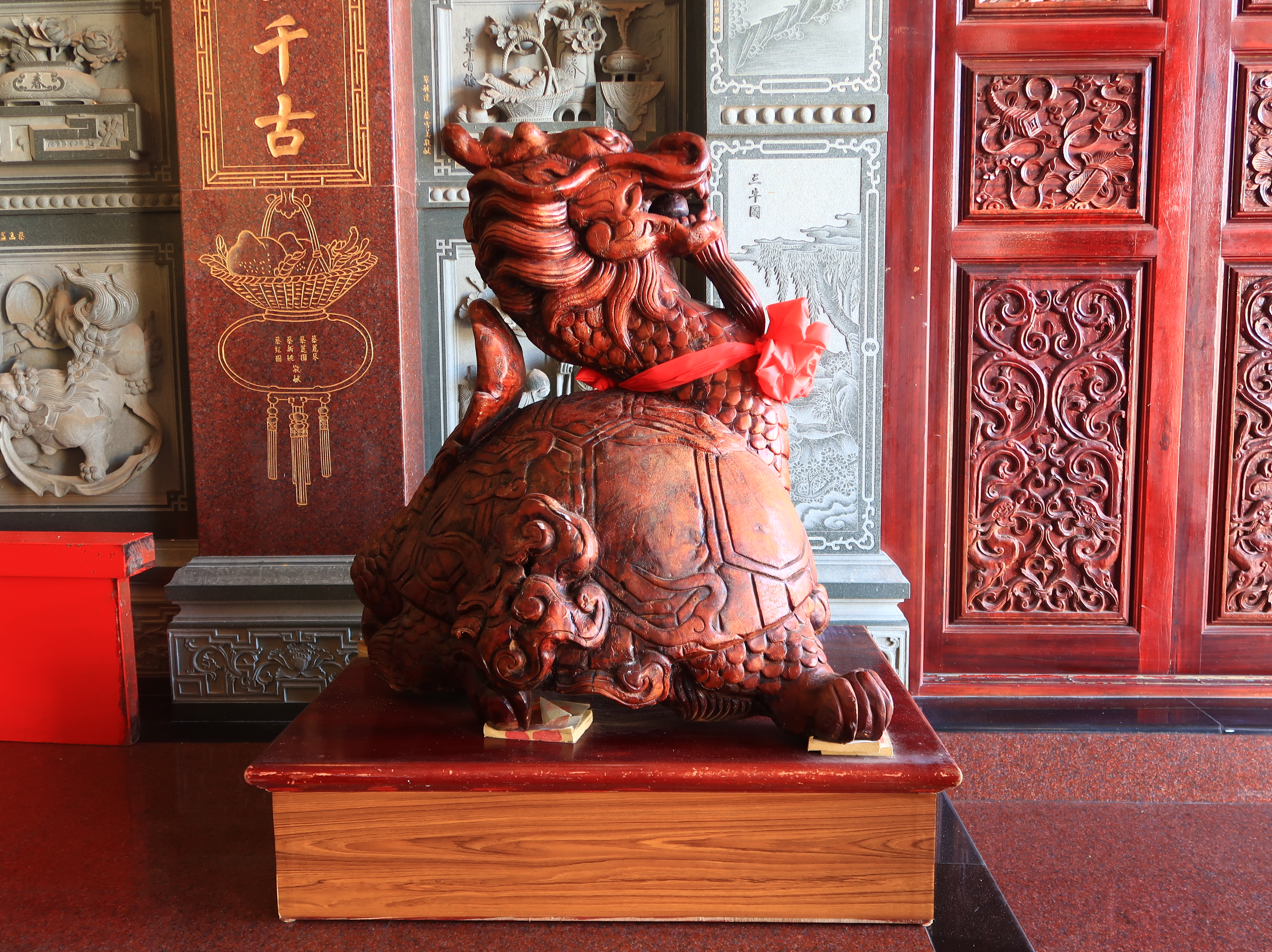
龜蛇玄武
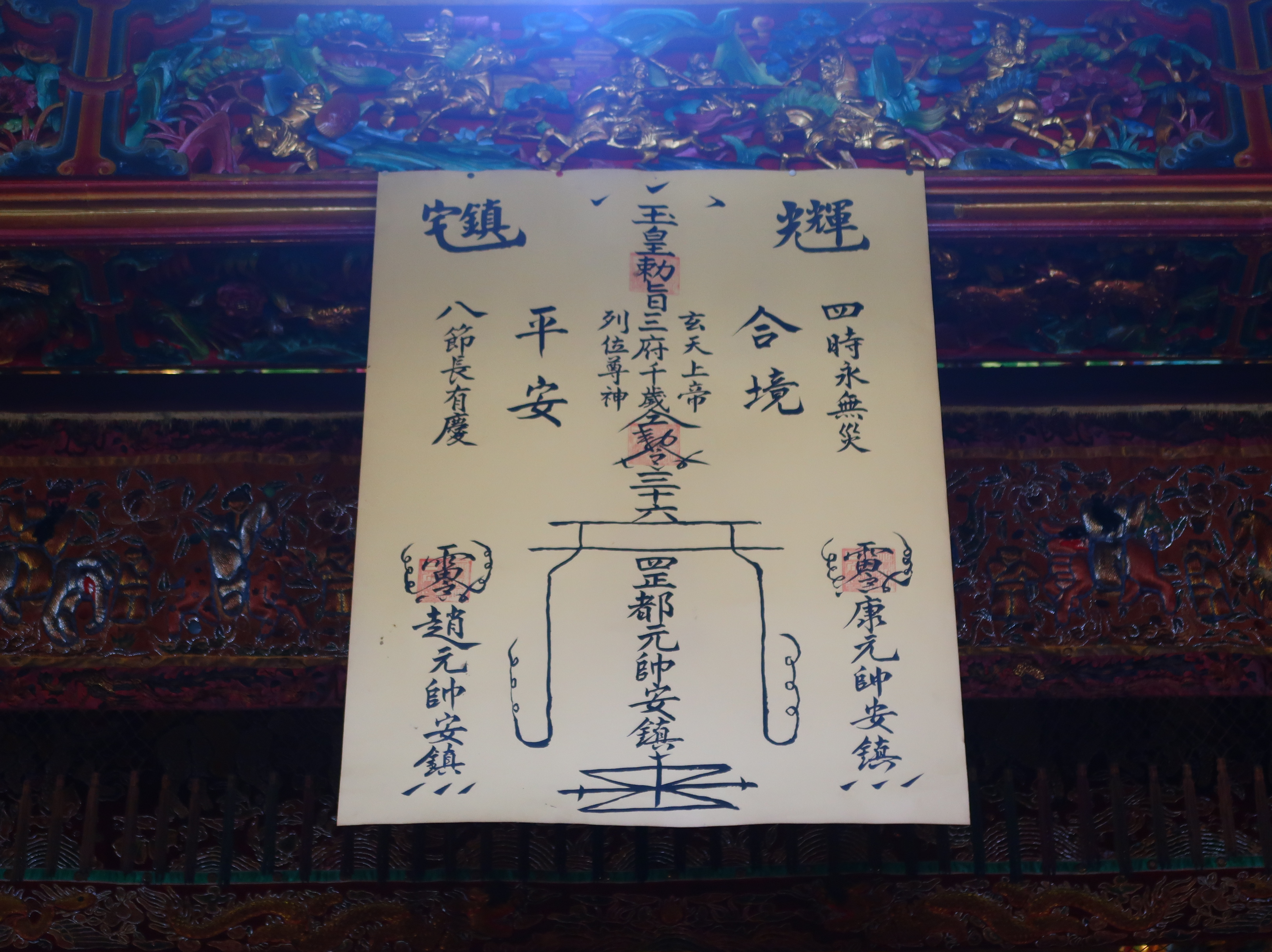
大符雷令（普庵派）
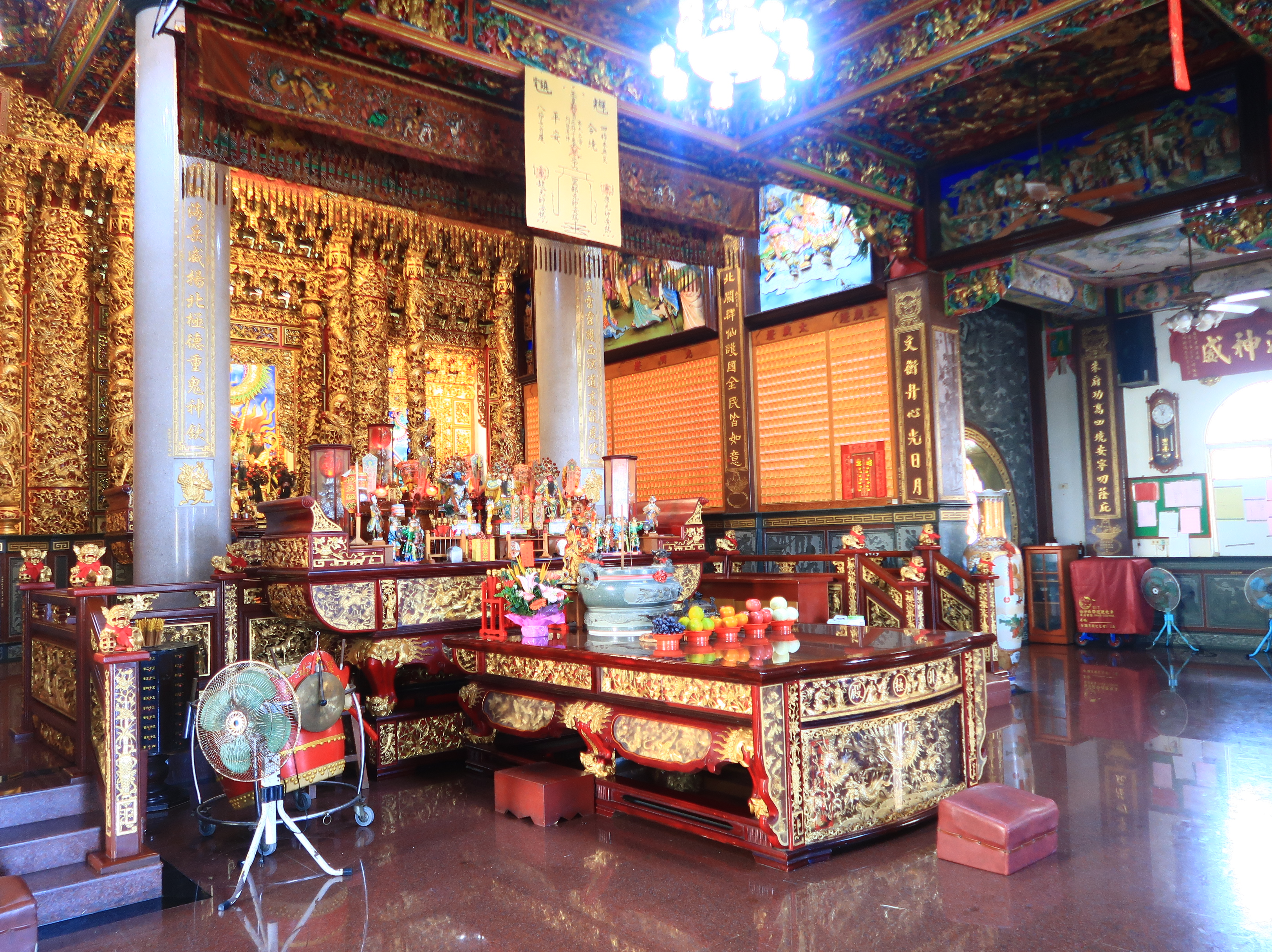
神明廳
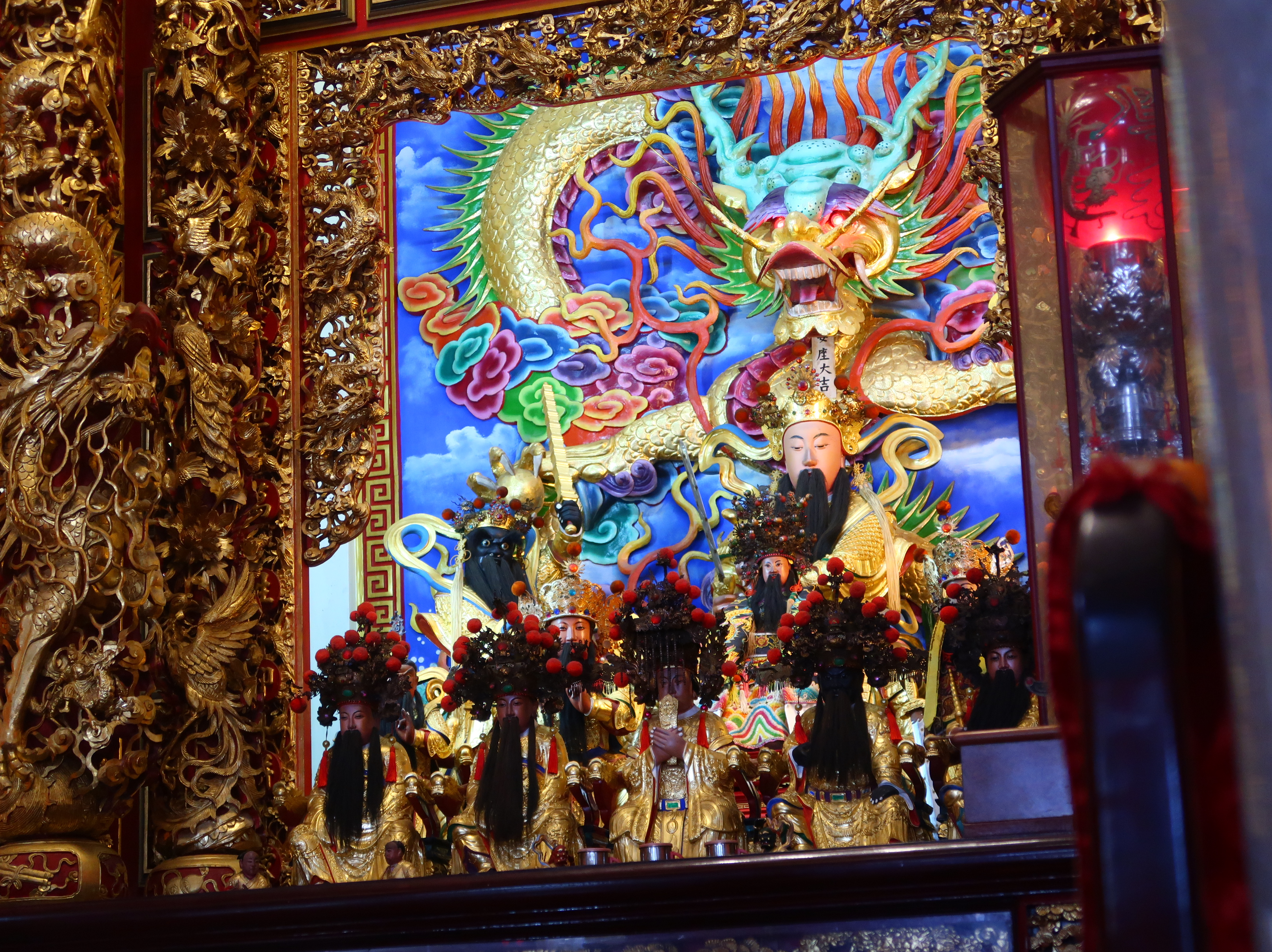
玄天上帝
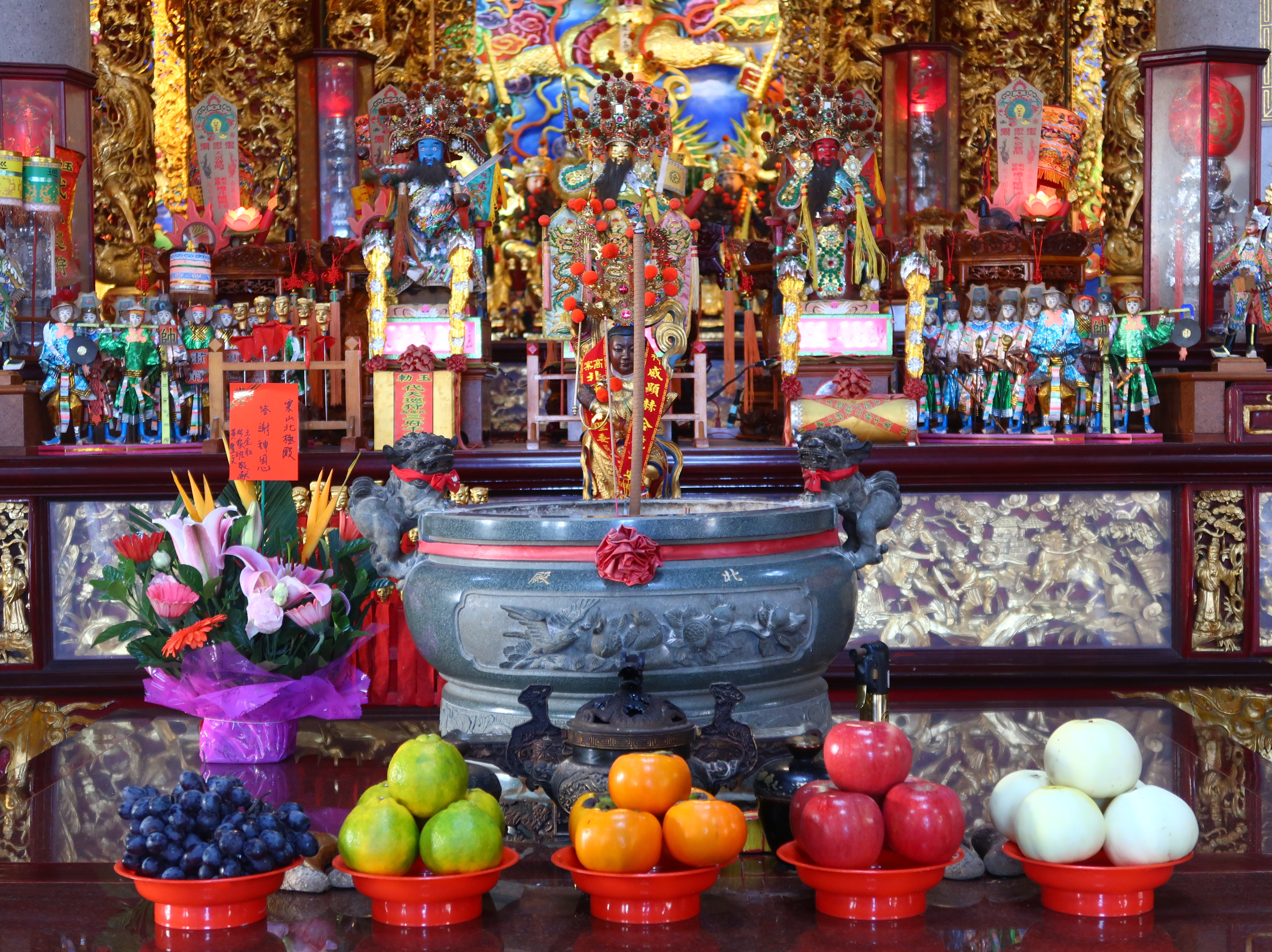
供桌與五果供品
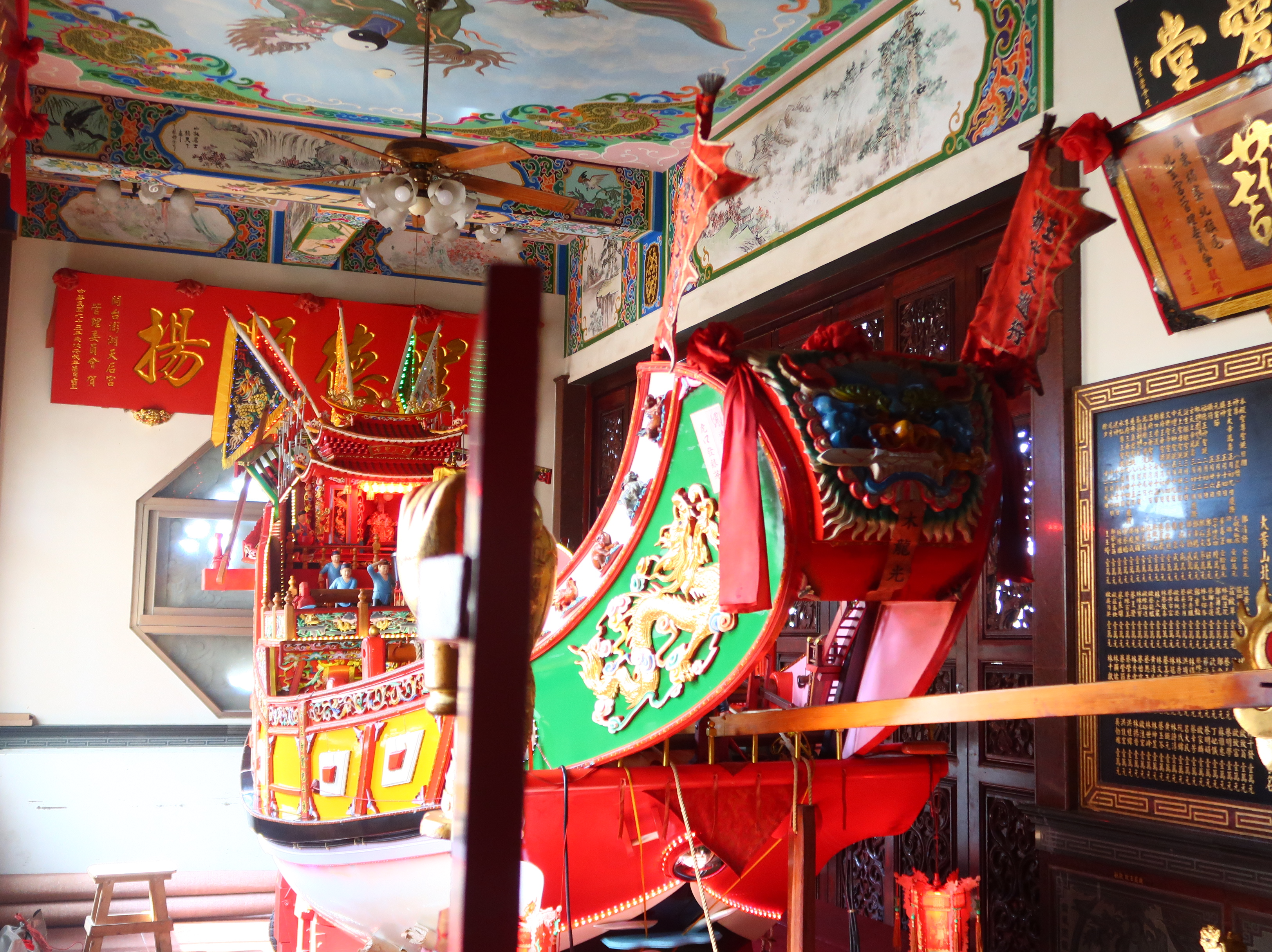
王船（攝於2020年）
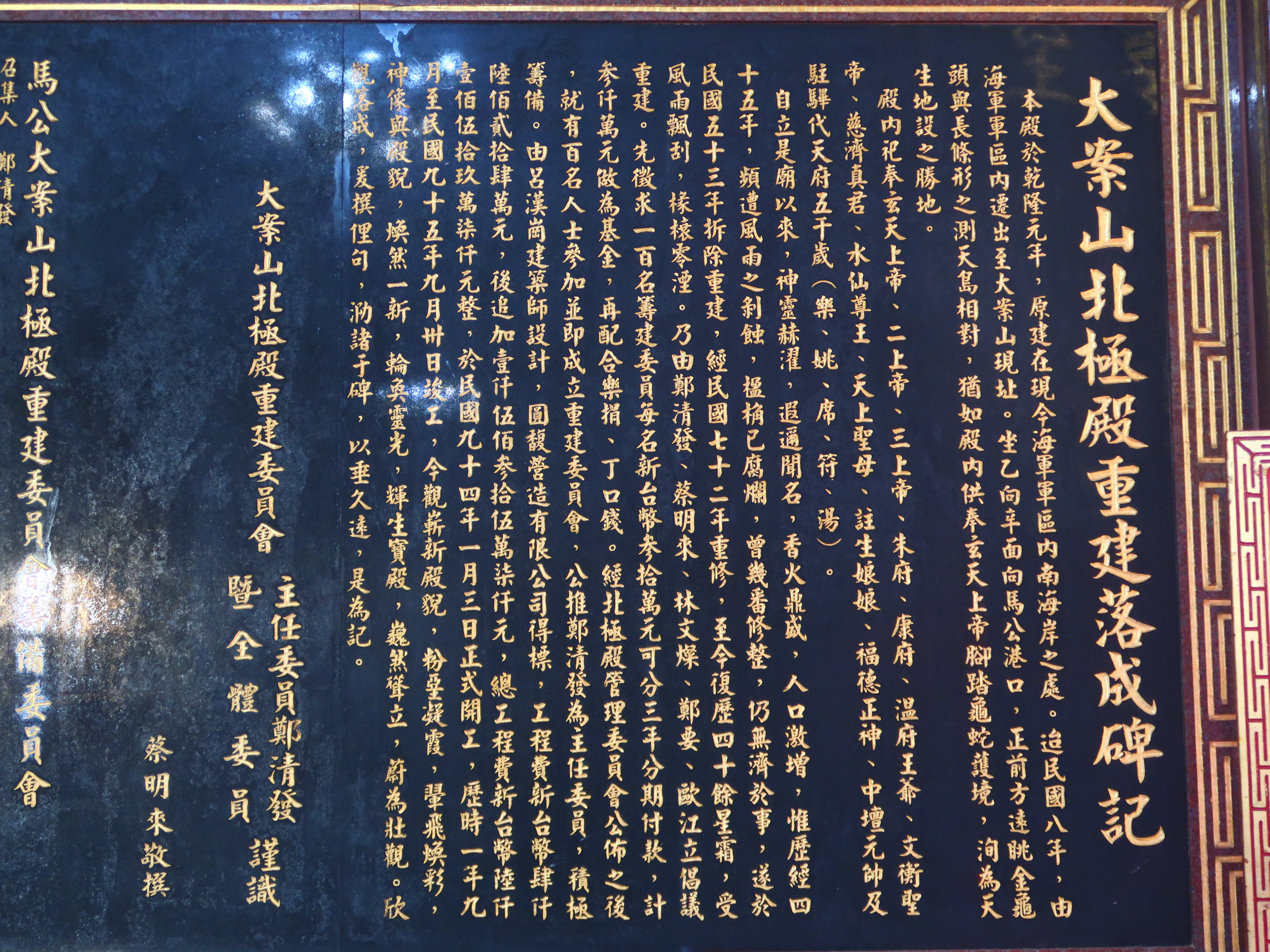
大案山北極殿重建落成碑記